# Bernardo Álvarez Pérez
Bernardo Álvarez Pérez (Alcalá de Guadaíra, 1887-Madrid, 30 de noviembre de 1969), cantaor de flamenco conocido artísticamente como Bernardo el de los Lobitos y como El niño de Alcalá. 

## Biografía

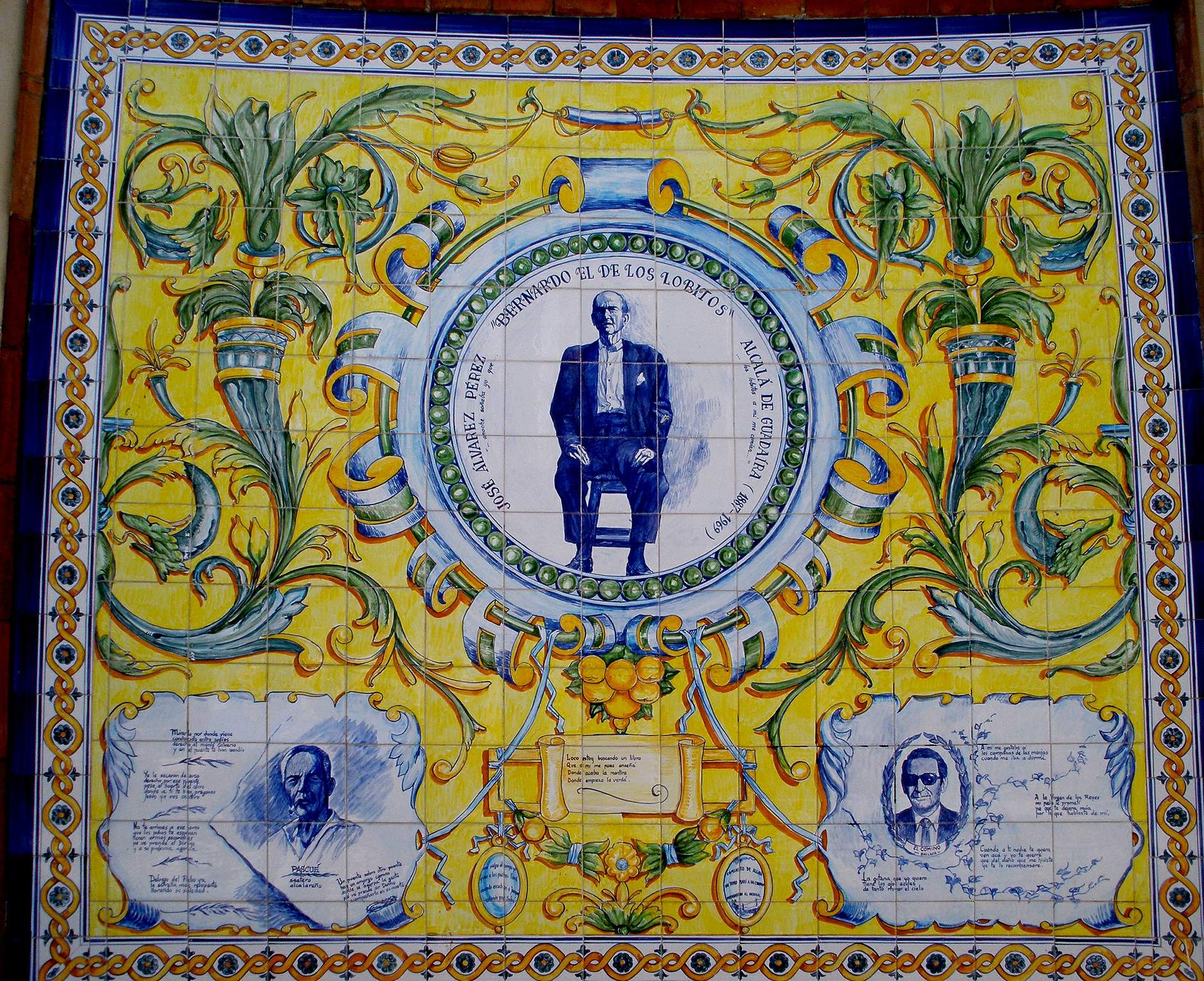
Composición en azulejo dedicada a Bernardo Álvarez Pérez en la Glorieta homenaje al cante flamenco en la Plaza del Derribo de Alcalá de Guadaíra (Sevilla)

Comenzó en el mundo del cante desde niño en la ciudad de Sevilla donde se había trasladado con cinco años. El café Novedades fue uno de los escenarios de sus primeras actuaciones. Se trasladó a Madrid, donde, durante seis años, trabajó en el Café Magdalena, y donde se le conocía con el diminutivo del cánido (por la letra de una bulería).
Trabajó con Antonio Chacón, La Niña de los Peines, Manuel Vallejo, José Cepero, Ramón Montoya, y formó parte de las compañías de Angelillo, Pepe Marchena y Manuel Vallejo. Fue un asiduo del tablao Villa Rosa, hasta que se cerró en 1963. 
Durante los años cincuenta participó en la grabación de la "Antología del cante de Flamenco", e hizo giras de conciertos y de conferencias sobre el flamenco. En 1965 ganó el undécimo concurso de cante flamenco de Cartagenera. Murió en Madrid el 30 de noviembre de 1969.